# Maesobotrya scariosa
Espèce
Maesobotrya scariosa Pax est une espèce de plantes à fleurs de la famille des Phyllanthaceae et du genre Maesobotrya,  qui fut découverte par Ferdinand Albin Pax en 1921. 